# François Hennebique
François Hennebique (Neuville-Saint-Vaast, 26 de abril de 1842 - París, 7 de marzo de 1921) fue un ingeniero, arquitecto y constructor francés autodidacta, inventor de un sistema de construcción con hormigón armado, que permitió la rápida difusión de este material en Europa a principios del siglo XX.

## Biografía

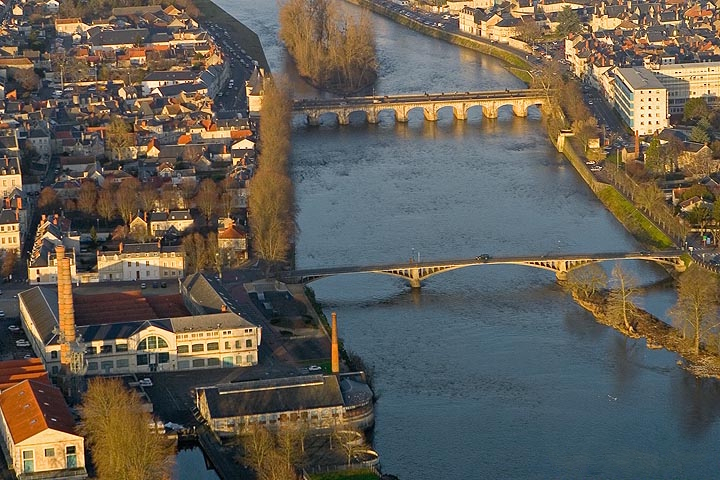
Vista aérea de la ciudad de Châtellerault y del curso del río Vienne. En la parte inferior, el "puente de Camille de Hogues" diseñado y construido por François Hennebique.

Tras formarse en albañilería, Hennebique se instaló por cuenta propia como constructor en Bruselas, especializándose en la reconstrucción de iglesias como la de Saint-Martin de Cortrique en 1865.
Durante los años 1870, Hennebique, que en 1867 había conocido la aplicación de Joseph Monier con hormigón reforzado con mallas metálicas, trabajó en el desarrollo de una nueva técnica de construcción para suelos empleando hierro forjado como material de refuerzo ignífugo que aplicó por primera vez en 1879 en la construcción de un edificio residencial en Bruselas.
Hennebique ayudó a comprender teóricamente la naturaleza del sistema al sugerir en 1886 que las fuerzas de tracción de los bloques de hormigón para suelo eran soportadas por el refuerzo metálico de manera que se hacía posible economizar materiales en la fabricación de bloques.
Hennebique desarrolló entonces una variante de hormigón armado en bloques reforzados con barras de hierro longitudinales en su cara inferior que patentó en Francia y Bélgica en 1892 y que amplió a todo un sistema de construcción aplicado a pilares, suelos y paredes. Su empresa experimentó desde entonces un rápido crecimiento ampliando su plantilla de 5 empleados a 22, lo que le llevó a instalarse en París desde donde concedió licencias para el uso de su sistema. Algunas de las sociedades que aplicaron la técnica fueron la de L.G. Mouchel, en el Reino Unido, y Eduard Zublin, en Alemania, donde competía con la empresa de G. A. Wayss que había comprado la patente de Joseph Monier en 1879.
Entre 1892 y 1902, se construyeron más de 7 000 edificaciones con el sistema de Hennebique. Fue especialmente aplicado en puentes, torres de agua y otros edificios como el Grand Palais de París, la mayoría a través de licencias. Hennebique dirigió o diseñó él mismo algunas de ellas, como el puente de Wiggen, en Suiza, en 1894 o el "puente Camille de Hogues" de Châtellerault en 1899. Tras publicar un artículo en la revista Béton armé en 1896, presentó un proyecto para la presa de Assuan en 1899. Posteriormente, construyó un complejo residencial en Bourg-la-Reine en 1904 y en 1910, el puente del Risorgimento de Roma.
En 1903, la oficina de patentes desestimó la presentada por Hennebique en favor de la de Monier presentada en 1878.